# 2003 QV91
2003 QV91, também escrito como 2003 QV91, é um objeto transnetuniano que está localizado no Cinturão de Kuiper, uma região do Sistema Solar. Este corpo celeste é classificado como um provável plutino, pois, o mesmo está em uma ressonância orbital de 2:3 com o planeta Netuno. Ele possui uma magnitude absoluta de 7,5 e tem um diâmetro estimado com 139 km.

## Descoberta
2003 QV91 foi descoberto no dia 23 de agosto de 2003 pelo astrônomo Marc W. Buie.

## Órbita
A órbita de 2003 QV91 tem uma excentricidade de 0,350 e possui um semieixo maior de 39,489 UA. O seu periélio leva o mesmo a uma distância de 25,676 UA em relação ao Sol e seu afélio a 53,303 UA.